# اورلووتسی
اورلووتسی (به بلغاری: Orlovtsi) یک منطقهٔ مسکونی در بلغارستان است که در شهرستان گابروو واقع شده است.